# Celloconcert (Lutosławski)
De Poolse componist Witold Lutosławski voltooide zijn enige Celloconcert in juli 1970.

## Geschiedenis
Het werk is geschreven op verzoek van de Royal Philharmonic Society dat een nieuw werk bij de componist bestelde. In het achterhoofd van de componist speelde nog een verzoek, dat van de cellist Mstislav Rostropovitsj voor een celloconcert. De componist combineerde beide zaken en schreef tussen najaar 1968 en zomer 1970 een concert voor cello en symfonieorkest. Er werd nog een medefinancierder gevonden in de Gulbenkian Foundation. De eerste uitvoering vond plaats op 14 oktober 1970 in Londen. Rostropovitsj speelde het samen met het Bournemouth Symphony Orchestra onder leiding van Edward Downes. Het werd niet populair in Oost-Europa. De samenwerking tussen Lutosławski en Rostropovitsj werd vanuit de regimes in Polen en de Sovjet-Unie met argusogen bekeken. De Russische cellist had al te veel commentaar op met name de Sovjetregering. Ook de verhouding tussen Lutosławski en het Russische regime was niet optimaal, vanwege de vroege familiegeschiedenis. Toen Rostropovitsj voorgoed naar het Westen vluchtte, verdween het werk in Oost-Europa van de lessenaar.  

## Muziek
Het celloconcert is geschreven in één deel, maar kent wel een structuur in vieren. Het begint met een Introductie, vervolgens komen er Vier episodes, daarna een Cantilene en tot slot de Finale. Het bijzondere aan het werk is de (relatief) lange inleiding. Het werk begint met de cadens. Pas na 4½ minuut mag de eerste stem uit het orkest zich melden. De cadens begint met 16x dezelfde toon. Deze toon komt af en toe ook nog later terug in het werk. De vrouw van Rostropovitsj Galina Visjnevskaja benoemde de notenreeks als het gevecht van Don Quichot tegen de molens. Ook in dit werk paste de componist passages toe waarin aleatotiek voorkomt. De componist plaatste in zijn concert de zangerige cello tegenover soms zeer agressief klinkend koper. Rond de 18e minuut ontaardt het werk geheel in chaos. Een coda brengt het werk tot een onrustig slot.   

### Orkestratie
- solocello
- 3 dwarsfluiten (III ook piccolo), 3 hobo's,  3 klarinetten (III ook basklarinet), 3 fagotten
- 4 hoorns, 3 trompetten, 3 trombones, 1 tuba
- pauken,  3  man/vrouw percussie, 1 harp, 1  piano, 1 celesta
- violen, altviolen, celli, contrabassen

## Discografie
Het werk mag zich in vergelijking met ander werk van de componist verheugen in een aanmerkelijk discografie:
- Uitgave Chandos: Paul Watkins met het BBC Symphony Orchestra o.l.v. Edward Gardner
- Uitgave EMI Classics: Roman Jablonski met het Pools Nationaal Radio-Symfonieorkest o.l.v. de componist
- Uitgave Naxos: Andrzej Bauer met het Pools Nationaal Radio-Symfonieorkest o.l.v. Antoni Wit
- Uitgave Bis Records:  Christian Póltera met het ORF Symfonieorkest o.l.v. Jac van Steen
- Uitgave Bis Records: Thorleif Thedéen met het Symfonieorkest van de Zweedse radio o.l.v. Leif Segerstam
- Uitgave Channel: Pieter Wispelwey met het Radio Filharmonisch Orkest o.l.v. Jac van Steen
- Uitgave EMI (verzamelbox: Rostropvitsj met het Orchestre de Paris o.l.v. de componist.